# باناتسکو ویشنگیچوو
باناتسکو ویشنگیچوو (به صربی: Banatsko Višnjićevo) یک روستا در صربستان است که در Žitište Municipality واقع شده‌است. باناتسکو ویشنگیچوو ۳۸۴ نفر جمعیت دارد و ۵۹ متر بالاتر از سطح دریا واقع شده‌است.